# Португальско-русская практическая транскрипция
Для передачи португальских имён и названий на русский язык используются правила практической транскрипции. Следует иметь в виду, что они не распространяются на исторически сложившиеся (традиционные) соответствия для имён исторических деятелей, персонажей религиозных книг, мифологии, литературы и других произведений, а также географических названий, которые уже зафиксированы, пусть даже и с нарушением регулярных правил, в авторитетных энциклопедиях, словарях, атласах и других источниках.
При этом практическая транскрипция хотя и приближается к фонетической транскрипции, но не способна передать богатство португальского произношения из-за отсутствия аналогичных звуков в русском языке, особенно носовых и безударных редуцированных гласных, которые являются значительным и характерным отличием португальского языка от родственных ему галисийского и испанского языков. В большинстве случаев с носовыми и безударными гласными способ передачи «фонема в фонему» невозможен.
Удвоенные согласные (кроме rr) передаются соответствующей одинарной русской буквой (например, Villa → Вила, Passo → Пасу), но относительно фамилии португальского поэта Фернанду Пессоа это правило в настоящее время не применяется.

## История создания и критика
До второй половины XX века в России/СССР не было систематического изучения португальского языка. Со времени первых контактов между Россией и Португалией при передаче португальских имён на русский язык наблюдались «чудовищные искажения». В первой половине XX века языковые контакты поддерживались с Бразилией, так как Португалия в то время была закрытой страной и не поддерживала отношения с СССР на государственном уровне. Это привело к тому, что первые попытки систематизации передачи португальских имён и названий на русский язык были предприняты с ориентацией на бразильский вариант португальского языка. В 1954 году ГУГК выпустило «Инструкцию по русской передаче географических названий», в которой, в силу объективных причин, не были отражены особенности европейского варианта португальского языка и содержались фактические ошибки. В 1974 году ГУГК выпустило обновлённую Инструкцию, в которой, однако, многие фактические ошибки сохранились. А. В. Суперанская в своей монографии «Теоретические основы практической транскрипции» (1978) выступила с критикой существующего излишне фонетического подхода в передаче португальских географических названий, отмечая затруднённость обратной транскрипции слова с фонетической передачей редуцированных гласных, а также отрыв транскрибируемого слова от других слов языка и от родственных языков. Суперанская рекомендовала передавать безударные конечные по транслитерации, как это принято при передаче имён других языков. Наибольшие разногласия среди специалистов сохраняются в вопросе передачи безударных гласных, передаваемых на письме латинскими буквами o и в ещё большей степени — e. Уже в течение нескольких десятилетий «единства мнений по этому вопросу не существует». Зачастую одно и то же имя может иметь различное написание «в зависимости от года издания в СССР или России».
Инструкция ГУГК была ведомственной и была выпущена тиражом всего 300 экземпляров. Правила Инструкции редакции 1954 года, составленной И. В. Поповым, были перенесены в подготовленный Р. С. Гиляревским раздел «Португальский язык» в выпущенном им в соавторстве с Б. А. Старостиным справочнике, первое и второе издание которого вышли соответственно в 1968 и в 1978 годах и в котором отмечалась слабая разработка норм транскрипции португальских имён и названий и не давался какой-либо научный анализ отдельных положений правил. Академической рецензии на раздел «Португальский язык» также не было и, несмотря на то, что этот справочник выдержал уже три издания, по мнению А. В. Родосского и других португалистов, он «изобилует ошибками и неточностями». В вводной части к третьему изданию справочника авторы отмечали, что «сложившиеся и зафиксированные, например, в настоящем пособии, нормы следует рассматривать лишь как предварительные». В то же время в разделе «Португальский язык» авторы не следуют провозглашаемым ими же во вводной части принципам, так как в некоторых случаях, вызывающих споры среди специалистов, «затрудняется нахождение исходной формы имени (ретротранскрипция)», а принцип «от буквы к букве (через фонему)» не соблюдается. Изменения и уточнения, внесённые в составленную И. П. Литвин Инструкцию ГУГК 1974 года, в новое издание справочника не вошли. В 1982 году в Предисловии к «Словарю географических названий Португалии» И. П. Литвин писала: «Передача португальских имён собственных вызывает серьёзные и принципиальные разногласия и споры, длящиеся уже не один десяток лет. У сторонников передачи произношения португальских имён, как и у сторонников передачи их написания, есть веские и убедительные доводы в обоснование и защиту своей точки зрения. Однако несмотря на многолетние дискуссии по вопросам португальской транскрипции, до сих пор не было сделано ни одной попытки (не считая картографических произведений) обработать на основе единых принципов значительный по объёму материал и предложить его в систематизированном виде. Данный Словарь является первой работой такого рода». Позже Д. И. Ермолович перенёс материал из справочника Гиляревского и Старостина в выпущенный им в 2001 году справочник, лишь переформатировав его в таблицу, но сохранив многие прежние ошибки[какие?]. В 2016 году вышла ещё одна работа Ермоловича, в которой также есть раздел о португальском, но прежние ошибки не исправлены. Издания, посвящённые вопросам португальско-русской практической транскрипции, «в наши дни являются устаревшими, а неточности, допущенные в них, — критическими»; «несмотря на небольшие расхождения с современными нормами и некоторые неточности, труды Р. С. Гиляревского, Б. А. Старостина и Д. И. Ермоловича являются базовыми пособиями при работе с практической транскрипцией имён собственных португальского языка». М. Е. Кабицкий отмечает, что «существующие правила португальско-русской практической транскрипции не идеальны, и их, очевидно, можно и нужно улучшить».
Приведённая ниже таблица транскрипции в основном основана на материале справочника Ермоловича, инструкции ГУГК и справочнике Гиляревского и Старостина, с некоторыми исправлениями и дополнениями.

## Таблица транскрипции
| Буква / буквосочетание | Примечание | МФА                                                                             | Передача                                                                             | Примеры |
| ---------------------- | --- | ------------------------------------------------------------------------------- | ------------------------------------------------------------------------------------ | --- |
| a, à, á, â             | | [ɐ]; [a]                                                                        | а                                                                                    | Adalmo Адалму |
| a                      | после сочетаний lh, nh, а также в окончании -ia |                                                                                 | я                                                                                    | Carvalhal Карвальял, Maria Мария |
| ã                      | | [ɐ̃]                                                                             | ан                                                                                   | Meã Меан |
| ã                      | после n |                                                                                 | а                                                                                    | Maracanã Маракана |
| ã                      | после сочетаний lh, nh |                                                                                 | ян                                                                                   | Covilhã Ковильян |
| ãe                     | | [ɐ̃ĩ]                                                                            | айн                                                                                  | Ruivães Рувайнш |
| ãe                     | после сочетаний lh, nh |                                                                                 | яйн                                                                                  | Magalhães Магальяйнш (традиционное написание — Магеллан) |
| ão                     | | порт. [ɐ̃ũ]; браз. [ɐ̃w̃]                                                          | ан                                                                                   | Tristão [tɾiʃˈtɐ̃ũ] Триштан, São Paulo [sɐ̃w̃ ˈpawlu] Сан-Паулу; João [ʒuˈɐ̃w̃] Жуан |
| ão                     | после сочетаний lh, nh |                                                                                 | ян                                                                                   | Farminhão Фарминьян |
| b                      | | [b]                                                                             | б                                                                                    | Branco Бранку |
| c                      | перед a, o, u и согласными (кроме b, d, p, t) | [k]                                                                             | к                                                                                    | Curral Куррал |
| c                      | перед e, i | [s]                                                                             | с                                                                                    | Cidadela Сидадела |
| c                      | перед b, d, p, t |                                                                                 | опускается (в современной орфографии в основном не пишется)                          | Victória Витория (совр. Vitória) |
| ç                      | | [s]                                                                             | c                                                                                    | Monção Монсан |
| ch                     | | [ʃ]                                                                             | ш                                                                                    | Chapa Шапа, cachaça кашаса |
| ch                     | в словах иностранного (греческого и др.) происхождения; в современной орфографии в именах нарицательных заменяется на c или qu, в именах собственных — сохраняется                     | [k]                                                                             | к                                                                                    | Echo Эку, Michaëlis [mi.ka.'ɛ.lɪs] Микаэлис |
| d                      | | [d]                                                                             | д                                                                                    | Domingo Домингу |
| é                      | в начале слова | [ɛ]                                                                             | э                                                                                    | Évora Эвора |
| é, ê                   | | [ɛ]; [e]                                                                        | е                                                                                    | Eugénio Эужениу |
| e                      | как правило, под ударением и в предударных слогах в начале слова и после гласных (кроме i)[уточнить]                                                                                   |                                                                                 | э                                                                                    | Edgardo Эдгарду; Manuel Мануэл |
| e                      | как правило, под ударением и в предударных слогах после i и после согласных | [e]; [ɛ]                                                                        | е                                                                                    | Peneda Пенеда; Friestas Фриешташ; Janeiro Жанейру |
| e                      | в заударном (обычно последнем) слоге (для географических названий — лишь в безударном положении в конце слова или перед конечным s), а также в предлоге de                             | порт. [ə] порт. [ɐ] порт. [ɇ] порт. [ɨ] порт. [i] порт. [ɯ] браз. [ɪ] браз. [e̤] | е (порт.) или и (порт.) и (браз.)                                                    | Daniel de Sá Даниел де Са, Diogo Bernardes Диого Бернардеш; Gomes Eanes de Zurara Гомиш Эаниш ди Зурара/Гомеш Эанеш де Зурара; Montes-Verdes Монтиш-Вердиш (порт.), Монтис-Вердис (браз.), Trás-os-Montes Траз-уш-Монтиш/Траз-уж-Монтеш, Sales Салиш, Palma de Cima Палма-ди-Сима, Cáceres Касерис |
| e                      | в союзе e | [i]                                                                             | и                                                                                    | Costa e Silva Кошта и Силва, Manica e Sofala Маника и Софала |
| f                      | | [f]                                                                             | ф                                                                                    | Fausto Фаушту (порт.), Фаусту (браз.) |
| g                      | перед a, o, u и, как правило, согласными | [g]                                                                             | г                                                                                    | Gustavo Гуштаву |
| g                      | перед e, i | [ʒ]                                                                             | ж                                                                                    | Gilberto Жилберту |
| g                      | перед согласными в некоторых именах иностранного происхождения |                                                                                 | опускается                                                                           | Magdalena Мадалена |
| gu                     | перед e, i | [g]                                                                             | г                                                                                    | Guilhermino Гильермину |
| h                      | в начале слова или между гласными |                                                                                 | опускается                                                                           | Horta [ˈɔɾtɐ] Орта, Bahia [baˈi.a] Баия |
| i                      | в начале слова, между согласными, между согласной и гласной и после гласного, когда не образуется дифтонга (в том числе под ударением)                                                 | [i]                                                                             | и                                                                                    | Isabel Изабел, Cintra Синтра, Prainha Праинья, Boim Боин |
| i                      | без ударения: между гласной и согласной; после гласной в конце слова; после гласной перед о в середине слова или перед носовым дифтонгом                                               | [j]                                                                             | й                                                                                    | Jaime Жайме (порт.), Жайми (браз.), Niteroi Нитерой Maiorga Майорга; Baião Байан |
| ia                     | в окончаниях слов |                                                                                 | ия                                                                                   | Campia Кампия Исключения: Ria Риа, Brasília Бразилиа |
| ia                     | после гласных при безударном i |                                                                                 | я                                                                                    | Sabóia Сабоя |
| ia                     | в начале слова; между согласными |                                                                                 | иа                                                                                   | Maxial Машиал, Viana Виана, Iaco Иаку |
| io                     | с ударным o после гласных |                                                                                 | йо                                                                                   | Maiorga Майорга |
| io                     | с ударным i или o и в предударных слогах после согласных |                                                                                 | ио                                                                                   | Diogo Диогу, Vimioso Вимиозу |
| io                     | с безударным o после гласных на конце слова или перед конечным s |                                                                                 | ю                                                                                    | Leio Лею, Papagaio Папагаю, Loios Лоюш (порт.) |
| io                     | с безударным o после согласных на конце слова или перед конечным s |                                                                                 | иу                                                                                   | António Антониу |
| iu                     | в начале слова и после согласных |                                                                                 | иу                                                                                   | Vinicius Винисиуш (порт.), Винисиус (браз.), Iuira Иуйра |
| iu                     | после гласных |                                                                                 | ю                                                                                    | Bocaiúva Бокаюва |
| j                      | | [ʒ]                                                                             | ж                                                                                    | Jorge [ˈʒɔɾʒ(ɨ)] Жорже (порт.), Жоржи (браз.) |
| k                      | встречается только в именах иностранного происхождения | [k]                                                                             | к                                                                                    | Kekere Кекере, Kazan Казань |
| l                      | | [l]                                                                             | л                                                                                    | Leonam Леонам, Manuel [mɐnuˈɛɫ] Мануэл, Silva Силва |
| lh                     | | [ʎ]                                                                             | ль                                                                                   | Carvalho [kɐɾˈvaʎu] Карвалью |
| m                      | перед гласными и b, p | [m]                                                                             | м                                                                                    | Miran Миран, Lomba Ломба |
| m                      | перед согласными (кроме b, p) и в окончаниях em, im |                                                                                 | н                                                                                    | Bomfim Бонфин, Joaquim Жуакин |
| n                      | | [n]                                                                             | н                                                                                    | Nélson Нелсон |
| nh                     | | [ɲ]                                                                             | нь                                                                                   | Minho Минью |
| ó, ô                   | | [ɔ]; [o]                                                                        | о                                                                                    | António Антониу |
| o                      | под ударением и в предударных слогах (если далее не следуют a, e) | [o]; [ɔ]                                                                        | о                                                                                    | Novidades Новидадеш (порт.), Новидадис (браз.); José [ʒuˈzɛ] (порт.), [ʒoˈzɛ] (браз.) Жозе |
| o                      | в заударных слогах (для географических названий — лишь в безударном положении в конце слова или перед конечным s); безударное o перед a, e, а также в служебных словах do, dos, o, os. | [u]; [ʊ]                                                                        | у (порт), о или у (браз.) — только для бразильских имён принято использовать букву о | Joaquim Жуакин, Soares [suˈaɾɨʃ] Суареш (порт.), Суарис (браз.); Quadros Куадруш (порт.), [ˈkwadɾus] Куадрус (браз.); O Século У Секулу; Manoel Мануэл, Роналдиньо (браз.), Дос Сантос (браз.), Душ Сантуш (порт.), Роналду (порт.), Роналдо (браз.)                                               |
| o                      | после сочетаний lh, nh |                                                                                 | ю                                                                                    | Carvalho Карвалью, Minho Минью |
| õe                     | | [õĩ]                                                                            | ойн                                                                                  | Simões Симойнш |
| ou                     | если над u не стоит трема | [o]; [oʊ]                                                                       | о                                                                                    | Couto Коту; Moura Мора; Sousa Соза |
| p                      | | [p]                                                                             | п                                                                                    | Palma Палма |
| ph                     | встречается в старой орфографии; в современной орфографии заменяется на букву f | [f]                                                                             | ф                                                                                    | Sophia София |
| qu                     | перед a, o или при u с трема |                                                                                 | ку                                                                                   | cinqüenta синкуэнта |
| qu                     | перед e или i |                                                                                 | к                                                                                    | Queluz Келуш |
| r                      | | [ʁ]; [ɾ]; [ʀ]; [ɦ] (браз.)                                                      | р                                                                                    | Ricardo [ʁiˈkaɾdu] Рикарду |
| s                      | в начале слова и в середине слова между согласным и гласным | [s]                                                                             | c                                                                                    | Sales Салеш (порт.), Салис (браз.); Monserrate Монсеррати |
| s                      | в середине слова между двумя гласными и в конце слова в сложных названиях, когда следующее слово начинается с гласного                                                                 | [z]                                                                             | з                                                                                    | Trancoso Транкозу |
| s                      | перед глухими согласными p, t, c, q и в конце слова | [ʃ] (порт.); [s] (браз.)                                                        | ш (порт.), с (браз.)                                                                 | Vasco [ˈvaʃku] Вашку (порт.), Васку (браз.) |
| s                      | перед звонкими согласными b, d, g, m, n, l, r, v, включая составные наименования | [ʒ] (порт.); [s] (браз.)                                                        | ж, ш (порт.), с (браз.)                                                              | Caldas Novas Калдаж-Новаш (порт.), Калдас-Новас (браз.); Trás-os-Montes Траз-уш-Монтиш (порт.) |
| sc                     | перед e, i | [ʃs] (порт.); [s] (браз.)                                                       | шс (порт.), с (браз.)                                                                | Nascimento Нашсименту (порт.), Насименту (браз.) |
| ss                     | между гласными | [s]                                                                             | с                                                                                    | Passo Fundo Пасу-Фунду |
| t                      | | [t]                                                                             | т                                                                                    | Tomas Томаш (порт.), Томас (браз.) |
| th                     | в словах греческого происхождения; в современной орфографии обычно заменяется на t | [t]                                                                             | т                                                                                    | Theo Теу |
| u                      | как правило | [u]                                                                             | у                                                                                    | Urbano Урбану |
| u                      | в буквосочетаниях gue, gui, que, qui, ou (если над ними нет трема) |                                                                                 | опускается                                                                           | Guilhermino Гильермину. Но: Agüeiro Агуэйру (имеется трема) |
| u                      | после lh, nh |                                                                                 | ю                                                                                    | Garanhuns Гараньюнш |
| v                      | | [v]                                                                             | в                                                                                    | Viriato Вириат (Вириату, Вирьяту) |
| w                      | встречается только в словах иностранного происхождения и передаётся по правилам языка-источника                                                                                        |                                                                                 |                                                                                      | Pungwe Пунгве, Shopping News de Rio «Шоппинг Ньюс ди Риу» |
| x                      | в начале слова | [ʃ]                                                                             | ш                                                                                    | Xavier Шавиер |
| x                      | перед гласными | [ʃ]; [s]; [ks]                                                                  | ш, с или кс                                                                          | Corixa Кориша, Máximo [mˈa.si.mu] Масиму, maximalista [mɐk.si.mɐ.lˈiʃ.tɐ] максималишта |
| x                      | в словах, начинающихся на ex-, перед гласной | [z]                                                                             | з                                                                                    | Exalte Эзалти |
| x                      | в конце слова и перед согласной | [ʃ] (порт.); [s] (браз.)                                                        | ш (порт.), с (браз.)                                                                 | São Felix Сан-Фелиш (порт.), Сан-Фелис (браз.); Extrema Эштрема (порт.), Эстрема (браз.) |
| x                      | в конце слов, заимствованных напрямую из латыни после XVI века и в других иностранных заимствованиях                                                                                   | [ks]                                                                            | кс                                                                                   | Max Макс, látex латекс; ónix оникс, tórax торакс |
| y                      | |                                                                                 | аналогично букве i                                                                   | Hygino Ижину, Euryalo Эурьялу |
| z                      | в начале слова или между гласными | [z]                                                                             | з                                                                                    | Nazaré [nɐzɐˈɾɛ] Назаре |
| z                      | перед глухой согласной и в конце слова | [ʃ] (порт.); [s] (браз.)                                                        | ш (порт.), с (браз.)                                                                 | Luiz Луиш (порт.), Луис (браз.) |
| z                      | перед звонкой согласной | [ʒ] (порт.); [z] (браз.)                                                        | ж (порт.), з (браз.)                                                                 | Luizmina Луижмина (порт.), Луизмина (браз.) |

## Произношение и передача на русский язык редуцированногоe
В данном разделе рассматриваются противоречия при передаче безударного е в именах и названиях европейского и бразильского вариантов португальского языка. В Анголе и Мозамбике используется европейский вариант португальского языка с менее выраженной, чем в Португалии, редукцией гласных звуков.
Буква португальского алфавита е в ударной позиции обозначается в орфографии тремя графемами и следующими фонетическими символами:
e (открытый звук [ɛ] и закрытый [e], [ɐ]) Сан-Мигел São Miguel [sɐ̃u̯ miˈɡɛɫ] ≈ [sɐ̃w miˈɣɛɫ]
é (всегда открытый [ɛ]) Эвора Évoraо файле [ˈɛvuɾɐ]
ê (всегда закрытый [e]) Меда Mêdaо файле [ˈmeðɐ]
В практической транскрипции открытость и закрытость ударных гласных португальского языка не отражается, хотя ближайшее соответствие для [ɛ] представляет русское «э», для [e] — «е», и для [ɐ] русская «а», но традиционно этот звук передаётся русской буквой «е»: Сернанселье Sernancelheо файле[sɨɾnɐ̃ˈsɐʎ(ɨ)].

### Европейский вариант
Произношение безударного е европейского варианта португальского языка отличается от его бразильского варианта. Для его обозначения использовались различные фонетические символы, в частности, [ё], [ə], [ɨ], [ɯ]. Согласно М. М. Мазняк и Е. С. Николаевой, произношение е европейского варианта португальского языка в безударном положении в зависимости от позиции и окружения обозначается следующими фонетическими символами:
[ə] — обязательный оттенок. Редуцированный, то есть ослабленный гласный звук всегда в безударном положении: nome, nove, neve, dever [də'ver]; в безударных служебных словах, предлогах, местоимениях de [də], me [mə], dele ['delə], ele ['elə]
[ɇ] — комбинаторный оттенок. Редуцированный гласный звук, всегда безударный, «слабый, ненапряжённый, едва слышный, очень краткий звук». Произносится в безударной позиции между глухими согласными, после глухой согласной перед паузой: apetite, sete, te, forte ['fortɇ], tomate, pepino
[i] — основной оттенок. «По звучанию близок к русскому ударному „и“ [i]». Встречается как в ударном, так и в безударном положении. Под ударением произносится более напряжённо и продолжительно, чем в безударной позиции. Встречается в безударном положении в начале слова перед согласным: eliminar, elvar, emanar, evitar, emotivo, emitir, efémero, eterno. Португальский соединительный союз е передаётся русским «и»
[ɨ] — комбинаторный оттенок. Слабый безударный, слегка уловимый звук, называемый «придыхательным», который произносится в начале слова перед сочетанием глухого шипящего с последующим глухим согласным (est, esp, exc): está [ɨš'ta], estar [ɨš'tar], estepe [ɨš'tɛpɇ], estrela [ɨš'relɐ].
Испания Espanha [(ɨ)š'paɲɐ]
Эшпинью Espinhoо файле [(ɨ)ʃ'piɲu]
Эшпозенде Esposendeо файле [(ɨ)ʃpɔˈzẽd(ɨ)]
Эштремадура Estremadura [(ɨ)ʃtɾɨmɐ'duɾɐ] (Эстремадура)
Безударный носовой звук [ẽ] никогда не редуцируется и передаётся так же как и ударный русской «е»:
Алентежу Alentejo [ɐlẽˈtɛʒu]
Феррейра-ду-Алентежу Ferreira do Alentejoо файле [fɨˈʁeɾɐ ðu ɐlẽˈtɛʒu]
Бенавенте Benaventeо файле [bɨnɐˈvẽt(ɨ)]
Как ударный, так и безударный е в нисходящем носовом дифтонге [ɐ̃i̯] (≈ [ɐ̃j]) в сочетаниях em, ém, ens, éns передаётся русским «е»:
Варжен Vargem ['vaɾʒɐ̃i̯]
Белен Belém [bɨ'lɐ̃i̯]
Сантарен Santarémо файле [sɐ̃tɐˈɾɐ̃j]
В примере фонетической транскрипции Круш-Феррейры безударный е европейского варианта португальского языка редуцируется: de acordo em como aquele que [diɐ'koɾdu ɐ̃i 'komu ɐ'kel kɯ]; в некоторых позициях исчезает (не произносится) в потоке речи: norte ['nɔɾt], põem-se ['põiɐ̃is], conseguisse [kõs’gis], esplendor [ʃplẽ'doɾ]. Предлог de транскрибируется как [di] перед гласной и [dɯ] перед согласной. В передаче Круш-Феррейры отсутствует неслогообразующий полугласный звук [i̯] ≈ [j].
В некоторых случаях португальская шва произносится даже при отсутствии графемы e, в частности, в конце слова после l или r, как в формах инфинитива, например: vencer ['vẽ'seɹə] побеждать, querer [kɨ'ɾeɾɨ] хотеть, что является ярким примером лиссабонского произношения. В других же случаях, соответствующих комбинаторному оттенку [ɇ], звук настолько слабый, что может даже не фиксироваться в фонетической транскрипции. Наиболее показательно такое исчезновение в заимствованном термине инфант infante.

### Бразильский вариант
В отличие от ударных открытого [ɛ] и закрытого [e] безударный «е» бразильского варианта португальского языка [ɪ] в зависимости от позиции обозначается следующими фонетическими символами:
- [ɪ̥] с подстрочным кружком — в конце слова после глухой согласной перед паузой становится слабым, ненапряжённым, едва слышным (почти неслышным) или полностью исчезает в быстром потоке речи между двумя глухими согласными или после глухого согласного перед гласным: forte [fɔrtʃ͡ɪ̥]. (перед паузой)[73]
- [ɪ̯], [i̭] полугласные (или неслогообразующие) с перевёрнутой краткой — после согласной перед гласной[73]:

que aquele que [kɪ̯akelɪ kɪ] primeiro conseguisse [kõsɪ'gis̩ — конечный «е» исчез] obrigar o viajante [конечный «е» исчез] a tirar.
[i] встречается в примере Плиниу А. Барбозы и Элеоноры К. Албану только в некоторых позициях после d
сравнить: intensidade [d͡ʒɪ], superioridade [dʲɪ] — desistiu [dʲizist͡ʃiʊ̯], de [d͡ʒi] reconhecer
Бразильское произношение:
Риу-Гранди-ду-Сул Rio Grande do Sulо файле [ˈʁiw ˈɡɾɐ̃dʒi du ˈsuw]
Антониу Фагундес Antônio Fagundesо файле

### Примеры передачи имён и названий
Слабость и ненапряжённость звучания безударного е португальского языка, изменение положения его оттенков в подъёме и ряду, широкий разброс на схеме гласных звуков значительно осложняют передачу в русской орфографической транскрипции, когда [ə] представляет шва, бразильский [ɪ] приближается к русскому «и», европейский португальский [ɨ] (он же шва) может передаваться через «ы» или «э», а [ɯ] ближе к русской «у» с важным примечанием «безударные».
Звук [ɪ] не встречается в европейском варианте португальского языка, при этом следует помнить, что это не редуцированный «i», а редуцированный «е».
Звук [ɨ] не встречается в бразильском варианте португальского языка. Характерный для европейского португальского [ɨ] является аллофоном [e] или [ɛ] — dedo/dedada [dˈe.du]/[dɨ.dˈa.dɐ], pedra/pedrinha [pˈɛ.dɾɐ]/[pɨ.dɾˈi.ɲɐ]. Существует чёткая фонологическая оппозиция не только в ударных позициях [ɛ]/[e] vs. [i], но и в безударных [ɨ] vs. [i]. Противопоставление графемы e в безударной позиции, обозначаемой в европейском варианте португальского языка символами [ə] ≈ [ɨ], графеме i [i] носит смыслоразличительную функцию: selagem [sɨ.lˈa.ʒɐ̃j] vs. silagem [si.lˈa.ʒɐ̃j], senal [sɨ.nˈaɫ] vs. sinal [si.nˈaɫ], serena [sɨ.ɾˈe.nɐ] vs. sirena [si.ɾˈe.nɐ], sezão [sɨ.zˈɐ̃w] vs. cisão [si.zˈɐ̃w] и во многих других существительных; в оппозиции местоимений te ≠ ti (тебя, тебе); местоимений se ≠ si (себя, себе) и существительного si си (нота). Наряду с изменением ударения противопоставление e ≠ i представляет важный различительный маркер глагольных форм II и III спряжения с окончаниями на -er/-ir (entender): entende [ə] ≈ [ɨ] он понимает ≠ entendi [i] я понял; (partir): parte [ə] ≈ [ɨ] он отправляется ≠ parti [i] я отправился. На этих основаниях графема e, обозначаемая в безударной позиции в европейском варианте португальского языка символами [ə] ≈ [ɨ] не может ни транскрибироваться, ни транслитерироваться (отражаться на письме) русской графемой «и», поскольку это нарушает базовые принципы практической транскрипции. Исключением является перевод и транскрипция соединительного союза е, передаваемый русским «и». В начале слова перед согласным или гласным, несмотря на произношение [i], установилась традиционная передача через русское «э». Португальской графеме i и русской графеме «и» соответствует фонема [i], произносимая с гораздо большим напряжением в португальском языке, чем в русском. См. также источники: Гласные и Качественная редукция гласных в португальском языке.
Пример сравнения графемы и фонемы: русский язык — Алга́рве (порт. Algarve [aɫ'gaɾv(ɨ)], вариант Альгарве с мягким «л» вышел из употребления). Транскрипция Algarve [aɫ'gaɾvi] как «Алгарви» — это регионализм, но не норма континентального (европейского) варианта португальского языка (Португалия).
В настоящее время португальскую графему е в безударных слогах принято обозначать символом МФА [ɨ]. В этой позиции неогублённый гласный среднего ряда верхнего подъёма, который слышится в Close central unrounded vowel.ogg, не соответствует произношению континентального (европейского) варианта португальского языка (Португалия), а также вариантам Анголы и Мозамбика. Другой вариант отображения португальской графемы «е» в определённых безударных слогах континентального (европейского) варианта португальского языка использовала Е. Г. Голубева, [ə], то есть шва. Как отмечает бразильский языковед Плиниу Барбоза, символы [ɨ] и [ǝ] используются для обозначения одного и того же звука у разных авторов.
Португальскую графему е в предлоге de и в безударных слогах (предударных и заударных) транслитерировали русской буквой «е» («от буквы к букве» или как вижу) Г. Л. Лозинский, К. Н. Державин, В. Ф. Шишмарёв (исключая некоторые случаи: Дуарте Нуниш, Траз-уж-Монтиш); С. М. Старец и Е. Н. Феерштейн при передаче географических названий Португалии и Бразилии; О. Брандан (Octávio Brandão), А. М. Гах и Е. Г. Голубева при передаче имён бразильских писателей; Е. М. Вольф; Л. П. Сандалова при передаче географических названий Анголы и Мозамбика, О. А. Овчаренко.
Напротив, А. В. Родосский предлог de передаёт через «ди». В статьях И. А. Тертерян наблюдается эклектика — «и» только в имени Жоржи, а во всех остальных случаях «е»: Жоржи де Андраде; в совместной же с Е. А. Костюкович статье о бразильской литературе употреблены два варианта: «де» и «ди». Значительно различается передача безударного «е» в именах португальских авторов в статье З. И. Плавскина 1968 года от статей 1991 и 1994 годов, когда литературовед отказался использовать предлог «ди» и заменил его на «де»:
А. ди Кентал > Антеро де Кинтал
Эса ди Кейруш > Эса де Кейрош
Мендиш > Мендес
Сезариу Верди > Сезарио Верде
Ф. Песоа > Фернандо Пессоа
Показательны контрастные примеры этого предлога в креольских языках Кабо-Верде и Макао, указывающих на отличие от европейского варианта португальского языка как в произношении, так и в написании (орфографии), в которых di передаётся только через русское «ди».

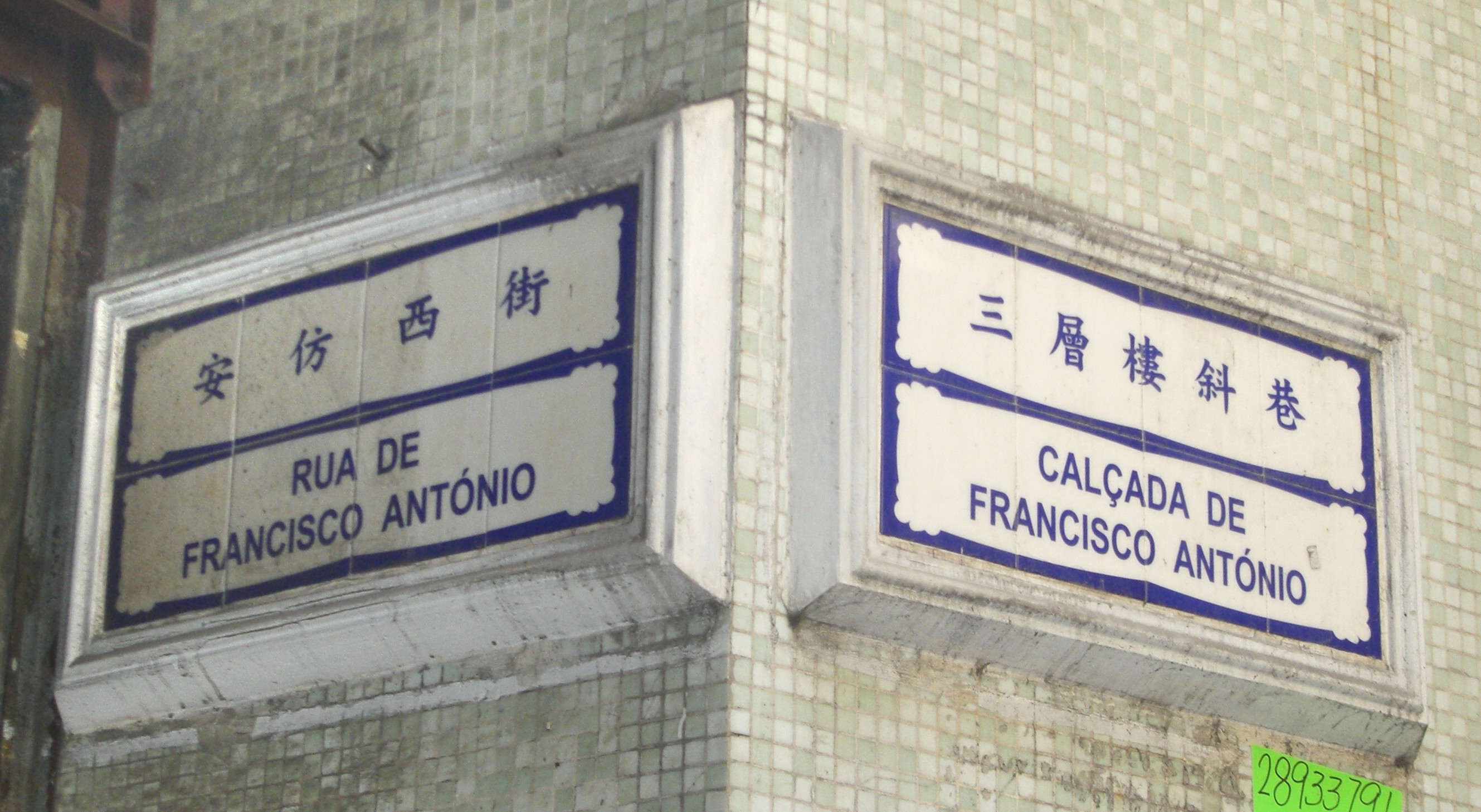
В официальном языке Макао — de, в креольском — di

В Макао в орфографии официальных документов, в названиях улиц и площадей используется написание de, а в орфографии креольского языка Макао — di, как в стихотворении Жозе душ Сантуша Феррейры (Аде́) (Poéma di Macau, 1993):
Na língu di Macau antigo,
Língu inchido di carinho,
Di gente di tempo antigo.
В креольском языке Кабо-Верде:
M’ tâ gostâ dí bô — порт. Eu gosto de ti
Úm geraçõ dí túga cú africán’ — порт. Uma geração de portugueses com africanos
При de ≠ di унификация невозможна, поскольку смешиваются различные варианты орфографии и произношения не в пользу научной объективности. Таким образом, русское «ди» соответствует передаче предлога di менее распространённых креольских языков, частично de бразильского варианта португальского языка, но никак не de европейского варианта португальского языка. На примере истории передачи португальского предлога de видно, как прецедентом была транслитерация «де», перешедшая в устоявшуюся норму, затем, вероятнее всего впервые в «Инструкции по передаче на картах географических названий Португалии и Бразилии» И. В. Попова (М., 1954), появился другой вариант его передачи «ди». В настоящее время по разным причинам оба варианта конкурируют.
Кроме этого даже в Бразилии встречаются разные произношения португальского «е» в безударных слогах. Например: произношение онлайн Форво  Архивная копия от 4 марта 2016 на Wayback Machine espécie — (ie) может транскрибироваться как «эспеси(и)» и транслитерироваться как «эспесие». Единственным унифицированным вариантом передачи безударного «е» португальского языка в именах и названиях Африки, Бразилии и Португалии может быть только транслитерация («буква в букву»), когда португальской графеме «е» соответствует русская графема «е». Такой подход использовался Е. Г. Голубевой для передачи имён авторов, создававших кантиги на так называемом галисийско-португальском языке, а также составителями Португальско-русского словаря. Редакторы и составители сборника рассказов «Под небом южного креста: Бразильская новелла XIX—XX веков» А. М. Гах и Е. Г. Голубева предлог de передавали как «де» и безударный e в именах бразильских писателей через русское «е»: Азеведо, Лопес, Андраде, Ориженес, Фагундес Телес. Но соединительный союз e передавался не через русское «и», как это общепринято в настоящее время, а через «э»: Медейрос-э-Албукерке.
Передача фамилии Соарес (Soarez в орфографии XIII века) может лишь частично совпадать с произношением до середины XVIII века (синхронный метод), когда в конце слова португальские графемы s и z, а s ещё и перед глухими согласными произносились как [s], имея русский аналог «с». Совпадение это частично по причине редукции португальского безударного «о» [u], соответствующего русской графеме «у» — Суарес. Примеры передачи безударного e в именах авторов средневековья: Родригес (Rodriguez, Rodriguiz), Лопес (Lopes, Lopez), Гонсалес (Gonçalvez), Понте (Ponte), Гомес (Gomez), Фернандес (Fernandes, Fernandez), Перес (Perez), Нунес (Nunez), Торнеол (Torneol), Санчес (Sanchez). С конца XVIII века в Португалии s и z в конце слова, а s ещё и перед глухими согласными c, p, q, t произносятся как [ʃ] ([š]), что близко русскому звуку «ш» [ʂ].
Варианты передачи португальской фамилии Soares после середины XVIII века в Португалии:
Соарес — транслитерация («буква в букву»)
Суарес — более точная передача произношения до середины XVIII века
Суареш или Суарш — более точная передача произношения после середины XVIII века
Соареш — менее точная передача произношения
Соариш, Суариш — ошибочная передача произношения европейского варианта португальского языка способом «от буквы к букве (через фонему)», поскольку здесь португальская графема «e» [ɨ] ≠ [i] ≠ русская графема «и», но такой вариант частично совпадает с произношением в некоторых штатах Бразилии.
Кроме этого ни один из вариантов передачи бразильского произношения фамилии Soares — Суарес, Суарис, Соарес, Соарис, Суареш, Суариш, Соареш, Соариш, — не является нормативным или единственно верным. Пример современного произношения в Португалии:
Мариу Алберту Нобре Лопеш Суареш Mário Alberto Nobre Lopes Soaresо файле [ˈmaɾiu ɑɫbeɾtu nobɾɨ lopɨʃ suˈaɾɨʃ]
Передача безударного e португальского языка через русскую графему «и», что И. П. Литвин предлагала в Инструкции ГУГК 1974 года и заимствовала из составленной в 1954 году И. В. Поповым «Инструкции по передаче на картах географических названий Португалии и Бразилии», противоречила вариантам с использованием в тех же случаях русской графемы «е» в Португальско-русском словаре, первое издание которого вышло в 1961 году, а второе — в 1972 году:
Sergipe — Сержипи — Сержипе
Примеры некоторых имён с передачей безударного e европейского варианта португальского языка из диссертации М. М. Мазняк «Поэтика лирики Мариу де Са-Карнейру» 2011 года:
Мариу де Са-Карнейру, Фернанду Пессоа, Урбану Тавареш Родригеш (Urbano Tavares Rodrigues), Марина Тавареш Диаш (Marina Tavares Dias), Мария Жозе де Ланкаштре (Maria José de Lancastre), Нуну Жудисе (Nuno Júdice), Ана Нашсименту Пиедаде (Piedade), Фатима Инасиу Гомеш (Gomes), Эса де Кейрош «Переписка Фрадике Мендеса».
Примеры европейского варианта произношения некоторых географических названий с фонетической транскрипцией из Списка городов Португалии:
Белмонте Belmonteо файле [ˌbɛɫˈmõt(ɨ)]
Вале-де-Камбра Vale de Cambraо файле [ˈval(ɨ) ðɨ ˈkɐ̃bɾɐ]
Каштелу-де-Виде Castelo de Videо файле [kɐʃˈtɛlu ðɨ ˈvið(ɨ)]
Каштру-Верде Castro Verdeо файле [ˈkaʃtɾu ˈveɾd(ɨ)]
Куруше Corucheо файле [kuˈɾuʃ(ɨ)]
Монталегре Montalegreо файле [mõtɐˈlɛɣɾ(ɨ)]
Монфорте Monforteо файле [mõˈfɔɾt(ɨ)]
Моншике Monchiqueо файле [mõˈʃik(ɨ)]
Оурике Ouriqueо файле [owˈɾik(ɨ)]
Паредеш Paredesо файле [pɐˈɾeðɨʃ]
Порталегре Portalegreо файле [puɾtɐˈlɛɣɾ(ɨ)]
Резенде Resendeо файле [ˌʁɛˈzẽd(ɨ)]
Силвеш Silvesо файле [ˈsiɫvɨʃ]
Синеш Sinesо файле [ˈsinɨʃ]
Фафе Fafeо файле [ˈfaf(ɨ)]
Шавеш Chavesо файле [ˈʃavɨʃ]

### В галисийско-португальском языке
Графема i встречается в отчествах наравне с e в ранних средневековых текстах на галисийско-португальском языке: кантигах и юридических документах — в дарственных, купчих, завещаниях.
Так, в то время как в отчестве португальского трубадура Жуана Соареша де Пайва встречаются только варианты Soares и Soarez, в одном из самых ранних сохранившихся документов 1214 или 1216 года на галисийско-португальском языке — «Записке о несправедливости» (Notícia de Torto), — встречается написание Suariz. Все отчества в оригинале текста написаны с прописной буквы, без ç и с тильдой над носовыми гласными, а в суффиксе через i за исключением petro gomez и goncaluo gomez: fernãdiz, ferrnãdiz, ramiriz, gõcaluis, gõcaluiz, gõcauiz, suariz.
С точки зрения истории развития языка, когда классическая латынь уступала место новому романскому языку — галисийско-португальскому, а затем старопортугальскому, — в орфографии дарственных документов X—XIII веков i ещё сохранялась как показатель латинского родительного падежа в формах отчеств, когда суффиксы -iz, -is, -ez, -es сосуществовали, а в впоследствии были вытеснены унифицированной формой -es при возникновении фамилий:
лат. Gundisalvi > галисийско-португальский Gõcaluis, Gõcaluiz > порт. Gonçalves
лат. Roderici > галисийско-португальский Rodriguiz > порт. Rodrigues
лат. Menedi, Menendit > галисийско-португальский Meendiz, Meendez, Meemdez, Mẽdz, Mendz, Mendez > порт. Mendes

## Комментарии
1. ↑  Комментируя этот момент, М. Е. Кабицкий пишет: «Р. Гиляревский и Б. Старостин вообще высказываются за то, чтобы удвоенные согласные различных языков всегда передавались удвоенными же русскими [Указ. соч., 40], но применительно к португальскому языку делают непонятное исключение, причём называя это „характерной особенностью“. [Там же, 196][6].
2. ↑  Непоследовательная передача конечного -s: для типичных португальских названий через -с (Guimarães, стр. 7; Óbidos, стр. 23 и др.), а для типично бразильских — через -ш (Garanhuns, стр. 15). Характерная бразильская лексика в примерах (стр. 27-38) свидетельствует об ориентации на бразильский вариант, хотя и утверждается, что Инструкция отражает в том числе и особенности языка Португалии (стр. 4)
3. ↑  В Инструкции ГУГК «Магальяйнс»
4. ↑  с некоторыми исключениями
5. ↑  кроме случаев, когда в европейском португальском сохраняется произношение /k/. Дата обращения: 24 декабря 2016. Архивировано 25 декабря 2016 года.
6. ↑  У Гиляревского и Ермоловича в этом примере непоследовательная передача конечного -o как «-о»
7. ↑  В диалекте Рио-де-Жанейро произносится как [ʤ] перед «e», «i», но при транслитерации эта особенность, как правило, не учитывается
8. ↑  всегда под ударением
9. ↑  У Гиляревского и Ермоловича в этом примере непоследовательная передача конечного -o как «-о»
10. ↑  Несмотря на отсутствие прямых указаний на передачу этого гласного русским е в источниках по практической транскрипции, в литературе, в том числе академической, такая практика встречается. Подробнее см. в соответствующем разделе этой статьи.
11. ↑  У Гиляревского единственный вариант «Фаушту»
12. ↑  Кроме случаев, когда по нормам до реформы орфографии 1990 года писалось gü, см. wikt:pt:Categoria:Anterior ao Acordo Ortográfico de 1990
13. ↑  Традиционное написание имени, у Гиляревского и Ермоловича указан только вариант «Жайми»
14. ↑  Инструкция ГУГК предлагает Бразилия[24]; см. также дискуссию по теме
15. ↑  Транслитерация португальских имён Jaime, Jorge, José на испанский манер как Хайме, Хорхе, Хосе — грубая ошибка
16. ↑  Традиционное написание имени, у Гиляревского и Ермоловича указан только вариант «Жоржи»
17. ↑  Не смягчается, поэтому правильно Алберту, Мануэл, Силва, а не Альберто, Мануэль, Сильва под влиянием испанской традиции
18. ↑  В старой орфографии встречается удвоение l — Collor de Mello — на произношение это не влияет, не следует путать с испанским сочетанием ll, которое произносится как [ʎ]
19. ↑  всегда под ударением
20. ↑  У Гиляревского непоследовательно: на стр. 202 единственный вариант «Новидадиш», на стр. 204 — Новидадиш (порт.), Новидадис (браз.); у Ермоловича единственный вариант «Новидадиш»
21. ↑  Гиляревский и Ермолович непоследовательны в использовании этого правила в примерах: Echo[26][23], Edgardo[28][23], Theo[48]
22. ↑  У Гиляревского единственный вариант «Суариш»
23. ↑  вариант написания в старой орфографии, распространён в Бразилии
24. ↑  Этот комментарий, включённый в справочники Гиляревского и Ермоловича, не имеет смысла, так как в современном португальском языке нет слов, в которых пишется oü
25. ↑  Дифтонг ou в Бразилии и на севере Португалии звучит как оу с чрезвычайно кратким у [oˈ]. Традиционно используется лиссабонское произношение — закрытое о.
26. ↑  Однако традиционная передача фамилии — Коуту
27. ↑  Однако традиционная передача фамилии — Моура
28. ↑  Однако традиционная передача фамилии — Соуза
29. ↑  Соглашение 1990 года о реформе орфографии отменяет написание с трема
30. ↑  Кроме случаев, когда по нормам до реформы орфографии 1990 года писалось qü, см. wikt:pt:Categoria:Anterior ao Acordo Ortográfico de 1990
31. ↑  У Гиляревского и Ермоловича единственный вариант «Салиш»
32. ↑  Согласно Инструкции для передачи географических названий используется буква ш, согласно Гиляревскому/Старостину и Ермоловичу — ж.
33. ↑  У Гиляревского и Ермоловича «Траз-уж-Монтиш (порт.); Траз-ус-Монтис (браз.)»
34. ↑  В диалекте Рио-де-Жанейро произносится как [ʧ] перед «e», «i», но при транслитерации эта особенность, как правило, не учитывается
35. ↑  У Гиляревского единственный вариант «Томаш»
36. ↑  У Ермоловича непоследовательная передача конечного -o как «-о»
37. ↑  Соглашение 1990 года о реформе орфографии отменяет написание с трема во всех случаях, кроме слов, образованных от иностранных имён собственных (в том числе буквы с умляутом, например mülleriano мюллеровский).
38. ↑  У Гиляревского и Ермоловича единственный вариант «Шавьер», что противоречит указанному выше правилу передачи «i»
39. ↑  проверяется по словарю
40. ↑  Комментарий ГУГК «в латинском префиксе -ex»[66], воспроизведённый Гиляревским[65] и Ермоловичем[63], ошибочен — это правило распространяется и на слова, в которых -ex не является латинским префиксом
41. ↑  Кроме поздних (после XVI века) заимствований напрямую из латыни
42. ↑  У Гиляревского и Ермоловича единственный вариант «Эштрема»
43. ↑  проверяется по словарю
44. ↑  Написание с мягким знаком противоречит указанному выше правилу передачи «i»
45. ↑  В списке имён Гиляревский приводит только вариант «Луиш», этот же вариант указан в инструкции ГУГК
46. ↑  Инструкция ГУГК не учитывает этой особенности для z и предлагает Лиушбургу, у Гиляревского и Ермоловича эта фонетическая особенность отражена только для s, но не для z: Луишбургу (порт.), Луисбургу (браз.)[68][65][63]
47. ↑  Фонетическими символами [ɐ̃u̯] дифтонг ão передаётся в учебных пособиях Е. Г. Голубевой, М. М. Мазняк и Е. С. Николаевой
48. ↑  В наши дни в данном случае сочетание ch предаётся русской буквой «ш», поскольку соответствующий русской «ч» звук [tʃ] в европейском варианте португальского языка отсутствует, хотя достаточно распространён в Бразилии, например при произношении слова noite.